# Couvent Notre-Dame-du-Refuge
Pour les articles homonymes, voir Notre-Dame.
Le couvent de Notre-Dame-du-Refuge se situe à Anglet, dans le département français des Pyrénées-Atlantiques. Il a été fondé par le bienheureux Louis-Édouard Cestac pour y abriter la congrégation des Servantes de Marie d'Anglet.

## Localisation
L'adresse du couvent est au 102 de l’avenue de Montbrun à Anglet. Le domaine abrite aujourd'hui la congrégation avec sa chapelle, le couvent Saint-Bernard et des œuvres socio-éducatives domiciliées à proximité.

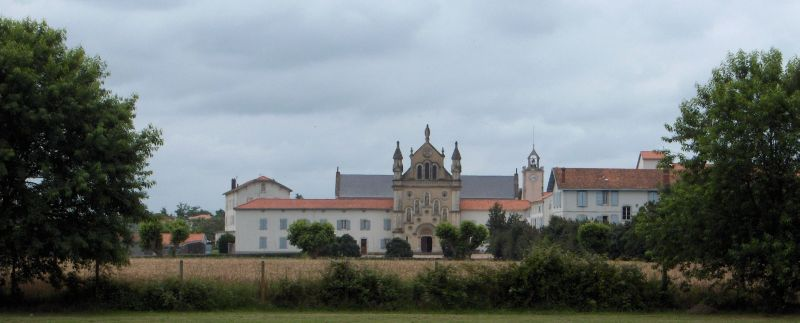
Vue générale de Notre-Dame du Refuge

## Histoire

### La fondation
Chargé de l'apostalat extérieur par l'évêché, l'abbé Louis-Édouard Cestac accueille d'abord dès 1836 les orphelines puis les jeunes prostituées désireuses d'en sortir dans une maison prêtée par la ville de Bayonne et dénommée Le Grand Paradis. Les locaux se révèlent vite insuffisants pour répondre aux besoins.
Le 24 novembre 1838, il achète à crédit un domaine agricole situé à Anglet : le domaine Châteauneuf qu'il appellera Notre-Dame du Refuge. La première communauté des Servantes de Marie d'Anglet dont certaines se sont rattachées aux Bernardines réformées pour suivre leur vocation contemplative s'y installe en 1842.
En 1847, quelques sœurs se déplacent à un kilomètre du couvent sur un domaine légué par un vieillard qu’elles avaient secouru. Ce nouveau lieu prend le nom de Saint Bernard. Pendant deux ans elles y vivent dans des cellules de paille avec le sable pour sol. La chapelle est construite de la même façon.
En 1853, soixante cellules en maçonnerie et une nouvelle chapelle sont achevées. Napoléon III, qui est accueilli à plusieurs reprises avec l’impératrice Eugénie accorde à l'Ordre la reconnaissance civile le 14 décembre 1852 ; le décret de louange suit le 16 mai 1870. Les servantes de Marie se propagent alors rapidement et en 1873, elles comptent 165 maisons et plus d'un millier de religieuses.

### L'essaimage
Les lois de 1903 provoquent la fermeture de 151 maisons et forcent les sœurs à s'exiler en Espagne, en Belgique et en Argentine où elles se consacrent aux soins des émigrants basques. Elles reçoivent l'approbation finale le 2 novembre 1911. Les servantes de Marie œuvrent pour les missions en 1949 aux côtés des prêtres du Sacré-Cœur de Jésus. En 1972, les sœurs de sainte Agnès d'Arras, congrégation de droit diocésain fondée en 1636 par Jeanne Biscot (1601-1664), fusionnent avec elles.

### Aujourd'hui
La chapelle de paille ainsi qu’une cellule ont été refaites à l’identique en 2007 en témoignage des origines. L’autel primitif a été remis en place et à proximité le cimetière abrite quelque 300 tombes de sable où sont inhumées, de manière anonyme, les Servantes de Marie et les Bernardines avec une plante du côté de la tête.

## La chapelle
Construite sur les plans de M. Bourdenne, prêtre du Sacré-Cœur de Jésus, la chapelle actuelle fut consacrée en 1886 par Mgr Ducellier, évêque de Bayonne.

### La façade
Au-dessus du fronton, une statue de Marie « Vierge immaculée » rappelle qu'elle veille sur tout le domaine. La façade s'orne de cinq statues :
- au centre le Sacré Cœur de Jésus qui enseigne ;
- de chaque côté les Évangélistes avec leur symbole :
  - Matthieu et l'homme ;
  - Marc et le lion ;
  - Luc et le bœuf ;
  - Jean et l'aigle.

Le tympan du portail représente Marie dans le mystère de son assomption. Ces sculptures proviennent des Ateliers Saint-Hilaire de Poitiers.

### L'intérieur
Les restaurations de 1956 et 1968 l'ont bien modifié. Les tribunes, le dallage des nefs, le chœur en marbre, l'autel en marbre du Portugal sont de cette époque. La croix, les chandeliers (en bronze doré) et la porte du tabernacle signés Ph. Kæpelin de Vanves sont aussi de 1968.

### La statue de Notre-Dame
Marie est invoquée sous le vocable de Notre-Dame du Refuge. Cette statue préside, depuis l'origine, l'œuvre du bienheureux Louis-Édouard Cestac. En 1873, un contemporain écrit : « L'autel de la chapelle est relevé de la statue de Marie, un enfant dans les bras comme protectrice des faibles, le sceptre en main comme Souveraine Maîtresse du Monastère. »

### L'arcade centrale
Cette arcade et ses piliers sont en pierre de Bidache. Autour de la Vierge du médaillon on peut lire: « Guvernabat creditam sibi Dominum » (Elle gouvernait la maison qui lui avait été confiée). Ces mots traduisent bien le rôle de Marie dans cette maison. Des deux côtés du médaillon, des symboles bibliques, comme une louange litanique : Marie, tour de David... fontaine d'eau vive, maison d'or... étoile du matin... lys entre les épines... priez pour nous ! 

### La décoration du chœur
La décoration de la voûte avec ses huit rinceaux, ses arcs et ses pilastres ainsi que les colonnes de l'arcade est de Jules-Pierre Mauméjean et date de 1875. Les tableaux du fond représentent :
- au centre : le couronnement de Marie ;
- à gauche : la Sainte Famille ;
- à droite: Jésus chez Marthe et Marie à Béthanie.

Ils sont dus conjointement à Jules-Pierre Mauméjean et à l'abbé Xavier Montaut. Les peintures du chœur ont été restaurées en 1991 et 2002.
La figuration de Marie dans la mandorle centrale évoque son entrée dans la Gloire de la Sainte Trinité.
« Je la vois, associée aux trois personnes divines dans l'œuvre de la Rédemption des hommes, tout embrasée d'amour dans leur salut, et chargée d'en faire d'autres Jésus ; et par cet enfantement continuel, toujours occupée de nous comme la meilleure des mères. » (Louis-Édouard Cestac, 1859)

### Les chemins de croix
Deux belles œuvres en céramique réalisées par sœur Marie de l'Eucharistie (Servante de Marie). Elles datent de la restauration de 1968.

### Les vitraux

#### Nef de gauche
La « rosace du Rosaire » signée X. Montaut date de 1886. Le vitrail latéral évoque la naissance de la congrégation des Servantes de Marie en 1842.

#### Nef de droite
La « rosace de la Pietà » avec les 14 stations du chemin de Croix, date de 1932. Elle est signée Mauméjean Frères. Les frères Joseph et Henri sont les fils de J.P. Mauméjean.

#### Nef centrale
Les deux premiers rappellent la légende de Notre-Dame de Bétharram. Peut-être sont-ils dus à F.P. Mauméjean. Les autres illustrent quelques scènes de la vie de Jésus.
- À gauche : 
  - Jésus à Nazareth ;
  - Jésus au jardin des oliviers ;
  - Jésus rencontre sa mère sur le chemin du Calvaire.

- À droite :
  - Résurrection de Jésus ;
  - Marie et les Apôtres à la Pentecôte ;
  - Ascension de Jésus.

## Le couvent Saint-Bernard
Le couvent a été fondé par Louis-Édouard Cestac pour y héberger la branche contemplative de la congrégation des Servantes de Marie, les Solitaires de Saint Bernard ou Bernardines. Les religieuses de cette communauté vivent une vie monastique signifiée par un certain retrait. Élise Cestac est enterrée à l'entrée du cimetière de Saint-Bernard, célèbre pour ses tombes de sable surmontées d'une croix de coquillages. Le couvent, de type rural, cultive des produits agricoles vendus au grand public sur place. En plus des 25 hectares dédiés aux cultures maraîchères et céréalières, le domaine comporte une forêt de pin maritime de 48 hectares accolée au massif forestier du Pignada d'Anglet formant une surface totale de 220 ha.

## Les œuvres socio-éducatives

### Activités socio-médicales
Les cinq établissements sociaux, médico-sociaux et sanitaires, créés par les Servantes de Marie, sont aujourd'hui gérés par l'association « Missions Père Cestac » (MPC). Cette association assure sa responsabilité en synergie avec la congrégation et dans le respect des intuitions du fondateur : accueil, respect de chacun au service de la personne, dans un climat familial.
- Accueil d'adultes en situation de handicap et de femmes en difficulté momentanée (Foyer de vie François-de-Paule)[6].
- Maison d'enfants à caractère social 4 à 18 ans. Accompagnement familial jeunes mamans avec enfants[7]
- Accueil personnalisé d'enfants de deux mois à trois ans (Pomme d'Api - Multi-accueil)[8].
- Maison de retraite des religieuses Servantes de Marie et quelques laïcs : 95 lits (maison de Retraite Notre-Dame-du-Refuge)[9]
- Soin de suite et de réadaptation (SSR) de 45 lits (maison Saint-Louis)[10],[11].

### Activités éducatives
Deux établissements scolaires avec deux internats :
- école et collège de l'institution privée Stella Maris,
- lycée technique et professionnel Sainte-Anne,

poursuivent l'action éducative des Servantes de Marie : donner une éducation et une formation de qualité à l'enfant et au jeune dans l'accueil de tous avec un projet s'inspirant des valeurs évangéliques.

## Galerie

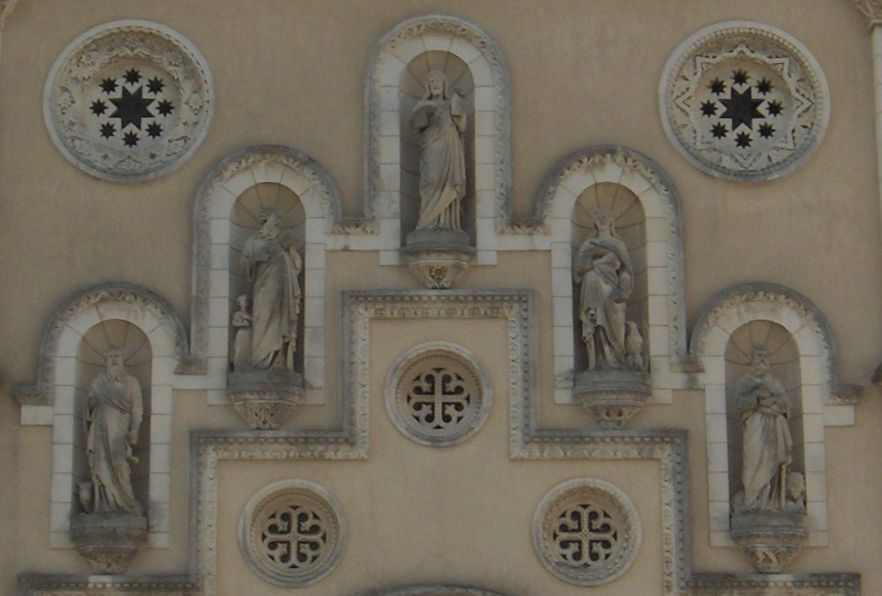
Statues de la façade de la chapelle.
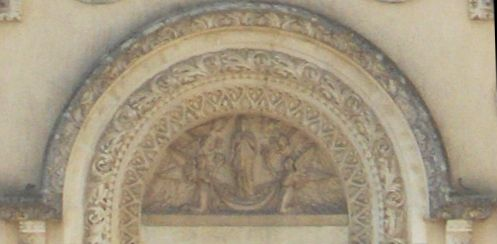
Tympan de la façade de la chapelle.
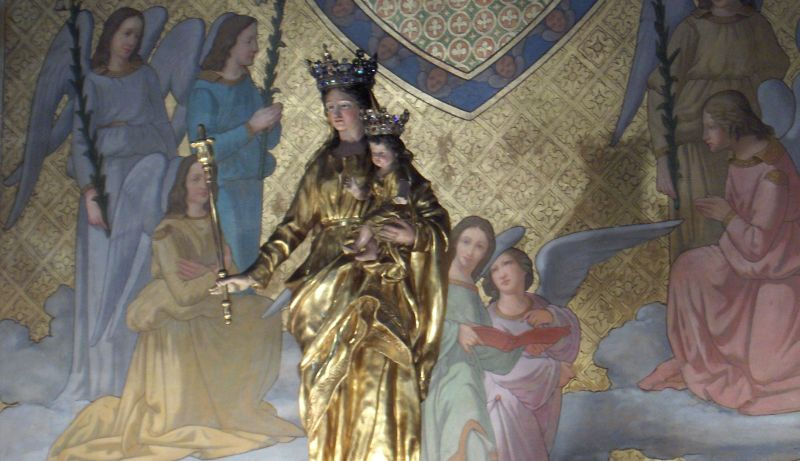
Statue de Notre-Dame du Refuge.
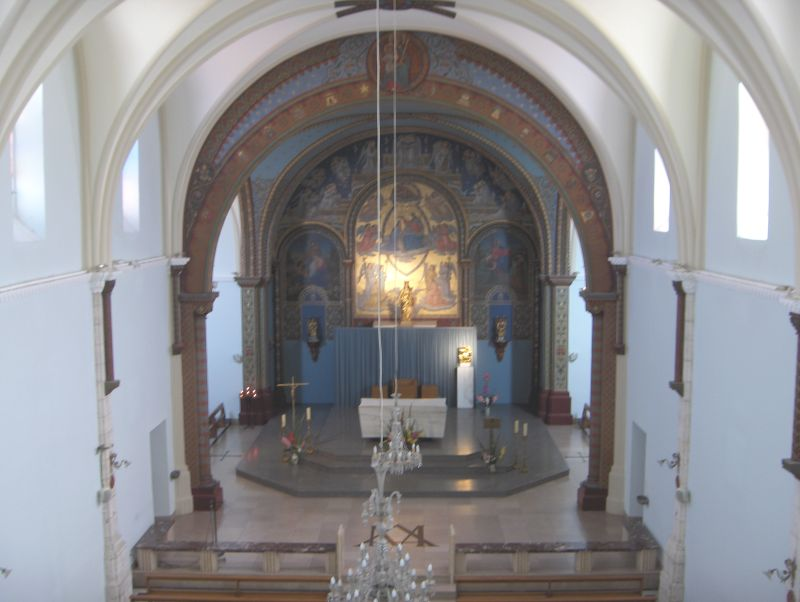
Nef de la chapelle.
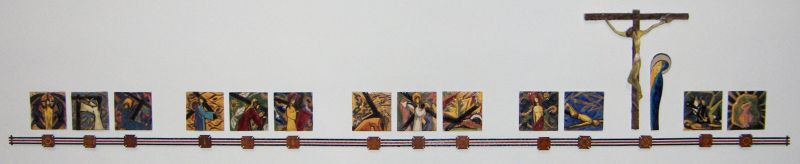
Chemin de Croix.
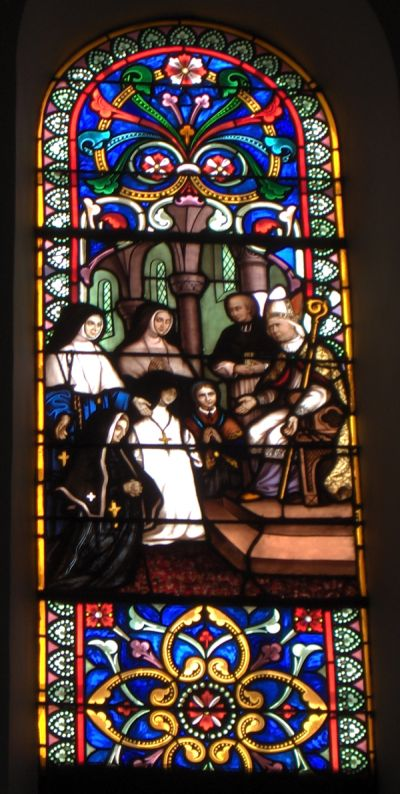
Vitrail évoquant la naissance de la congrégation des Servantes de Marie.
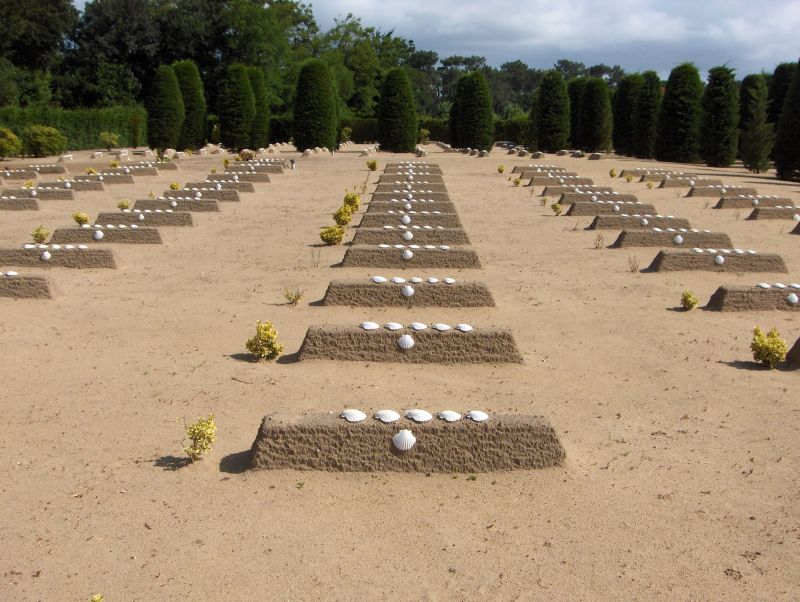
Cimetière de tombes de sable du couvent Saint-Bernard.